# 小谷村のスキー

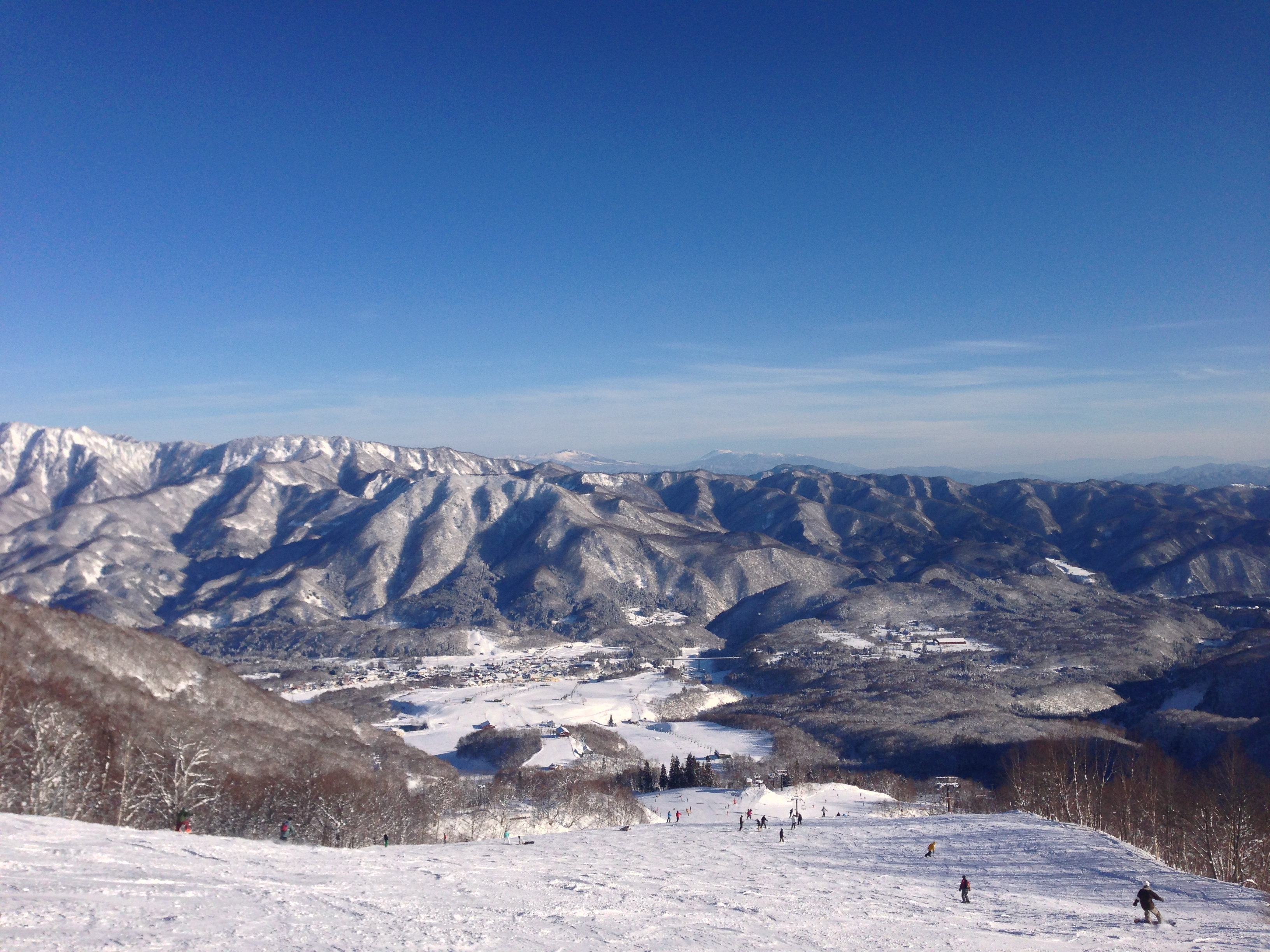
栂池高原スキー場

この項では長野県北安曇郡小谷村におけるスキーについて説明する。

## 特色
スキーは小谷村を象徴するスポーツである。小谷村は特別豪雪地帯に指定されており、また傾斜地が多い地形などもあって、スキー場の開発に力が注がれた。スキー選手の育成にも取り組んだ結果、日本国内外のスキー大会では多くの小谷村出身者が活躍している。

## 歴史

### 黎明期
1918年（大正7年）、小谷温泉の山田寛は新潟県赤倉でスキー技術を習得した。1919年（大正8年）には新潟県高田市から南小谷村立南小谷小学校に荒川五郎が訓導として赴任し、荒川五郎は南小谷小学校に10台のスキーを導入して児童に教えた。1921年（大正10年）には中土村立中土小学校でも訓導が児童にスキー技術を伝えている。大正時代末期には一般にもスキーが認知されはじめ、スキーを用いた登山なども行われるようになった。

### 普及期
1927年（昭和2年）には南小谷村の青年会がスキー講習会を開催し、1930年（昭和5年）には白馬山麓スキークラブが結成された。同年には南小谷小学校でスキー大会が開催されるようになり、北小谷村立北小谷小学校や中土小学校でも同様の大会が開かれた。当時は専門のスキー場ではなく、茅場や畑などの傾斜地でスキーが行われた。1934年（昭和9年）には日本で初めて文部省体育研究所が主催するスキー指導者講習会が開催され、山田寛もこの講習会を受講している。1937年（昭和12年）には小谷スキー倶楽部が結成され、1938年（昭和13年）には長野県スキー競技大会に初めて公式参加した。

### 戦後
戦後の1951年（昭和26年）には池の田に隣接する大鹿スキー場で長野県スキー選手権大会が開催された。この頃には小谷村においても公式大会の誘致が行われ、民宿が増加したことで団体のスキー客が訪れるようになった。昭和30年代には本格的にスキー場が造成されるようになり、1962年（昭和37年）には小谷スキー学校も開校した。1965年（昭和40年）と1966年（昭和41年）には小谷村で全日本学生スキー選手権大会が開催された。小谷村では各中学校にジャンプ台が設けられるなど、ジュニア年代からスキー選手の強化活動が勧められた。
1981年（昭和56年）には栂池高原で全国中学校スキー大会が開催され、1993年（平成5年）には栂池高原で全国高等学校スキー大会が開催された。また、1985年（昭和60年）3月には栂池高原で第3回ジュニアオリンピックが、1986年（昭和61年）3月には栂池高原で第3回ジュニアオリンピックが開催されている。
村の主要産業へと成長した観光・スキー産業であるが、観光客数は1994年（平成6年）の約204万人をピークに減少。スキーブームが去り、地球温暖化（気候変動）に伴う雪不足や新型コロナウイルス感染症の世界的流行 (2019年-) を受けて観光産業全体が落ち込み、村の過疎化に影響を及ぼしている。村は過疎地域持続的発展計画を策定し、スキー場入り込み数の増加やジュニアスキークラブへの支援といった、スキー活動の振興を目標に掲げている。

## スキー場
小谷村で最も歴史にあるスキー場としては小谷温泉スキー場があり、大学生のスキー合宿などに利用された。交通の便が悪く、またリフトなどの設備がないことから、他のスキー場に役割を譲った。

### 栂池高原スキー場
昭和初期から栂池平や神ノ田圃には山岳スキー客が訪れており、後に栂池小屋ができるなどして合宿にも利用された。戦後の1951年（昭和26年）には栂池高原初のゲレンデが造成され、1953年（昭和28年）には栂池高原で8軒の民宿が営業許可を受けた。
1960年（昭和35年）には初めてスキーリフトが建設され、白馬大池スキー場という名称が付けられた。1962年（昭和37年）に馬の背コースが開発された際に、栂池高原スキー場に改名された。1970年（昭和45年）にはチャンピオンゲレンデと円山ゲレンデが開発された。1982年（昭和57年）には栂の森までのゴンドラリフトが完成したが、これは日本初の6人乗りゴンドラであり、4120メートルという距離は東洋一と謳われた。1984年（昭和59年）に栂池シャンツェが建設されたことで、スキー大会競技全種目を開催できるスキー場となった。

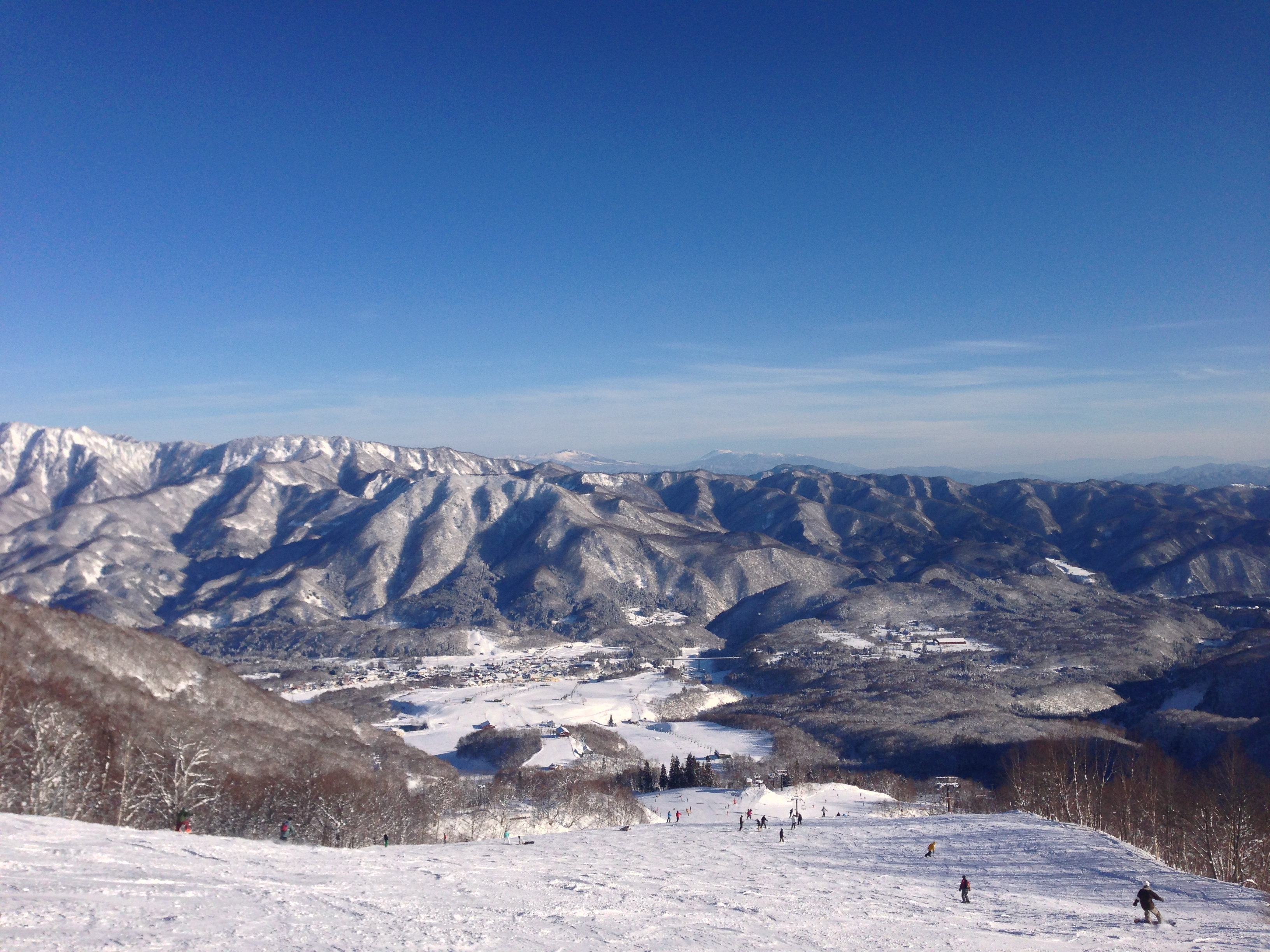
栂池高原スキー場
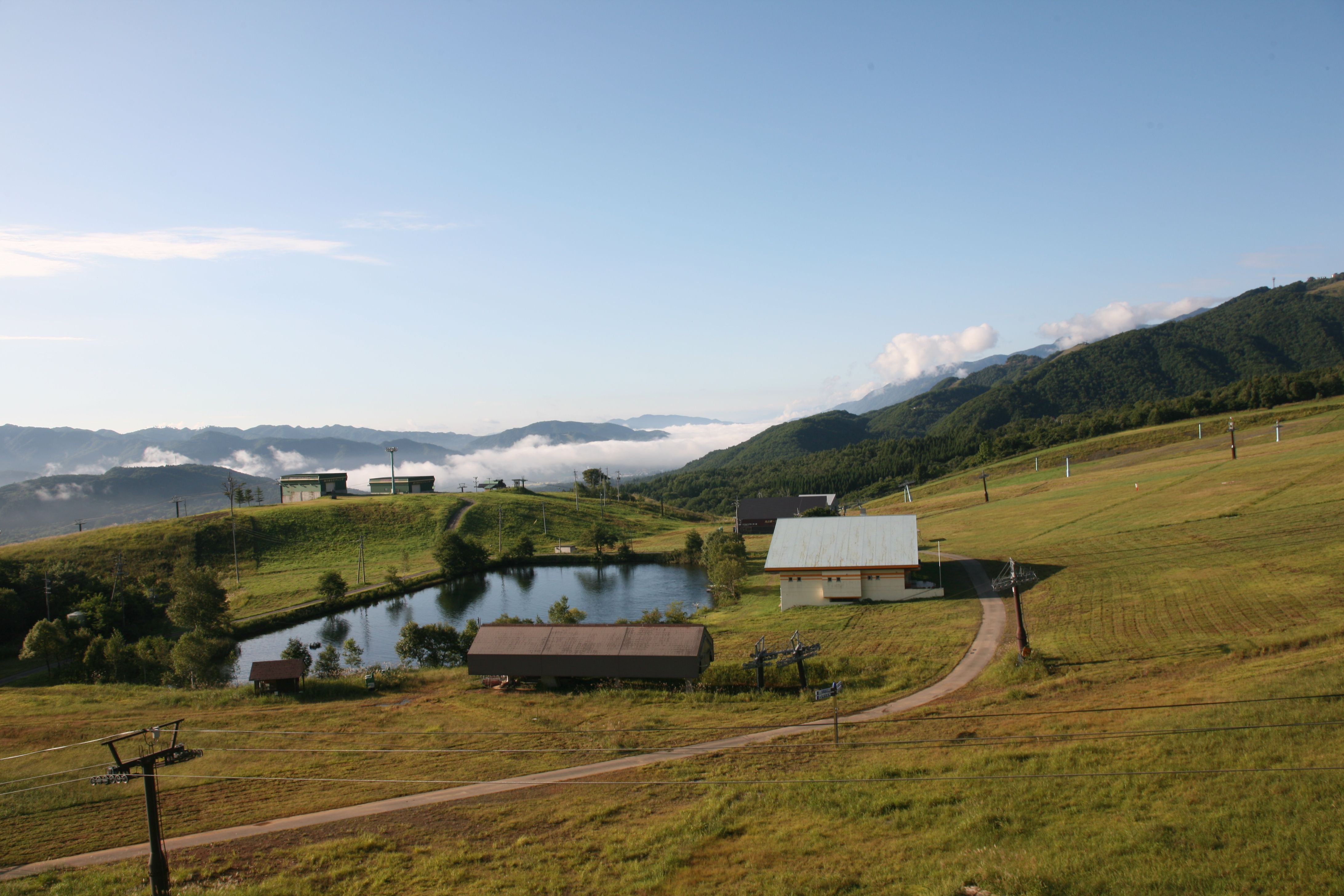
夏季の栂池高原

### 白馬コルチナ国際スキー場

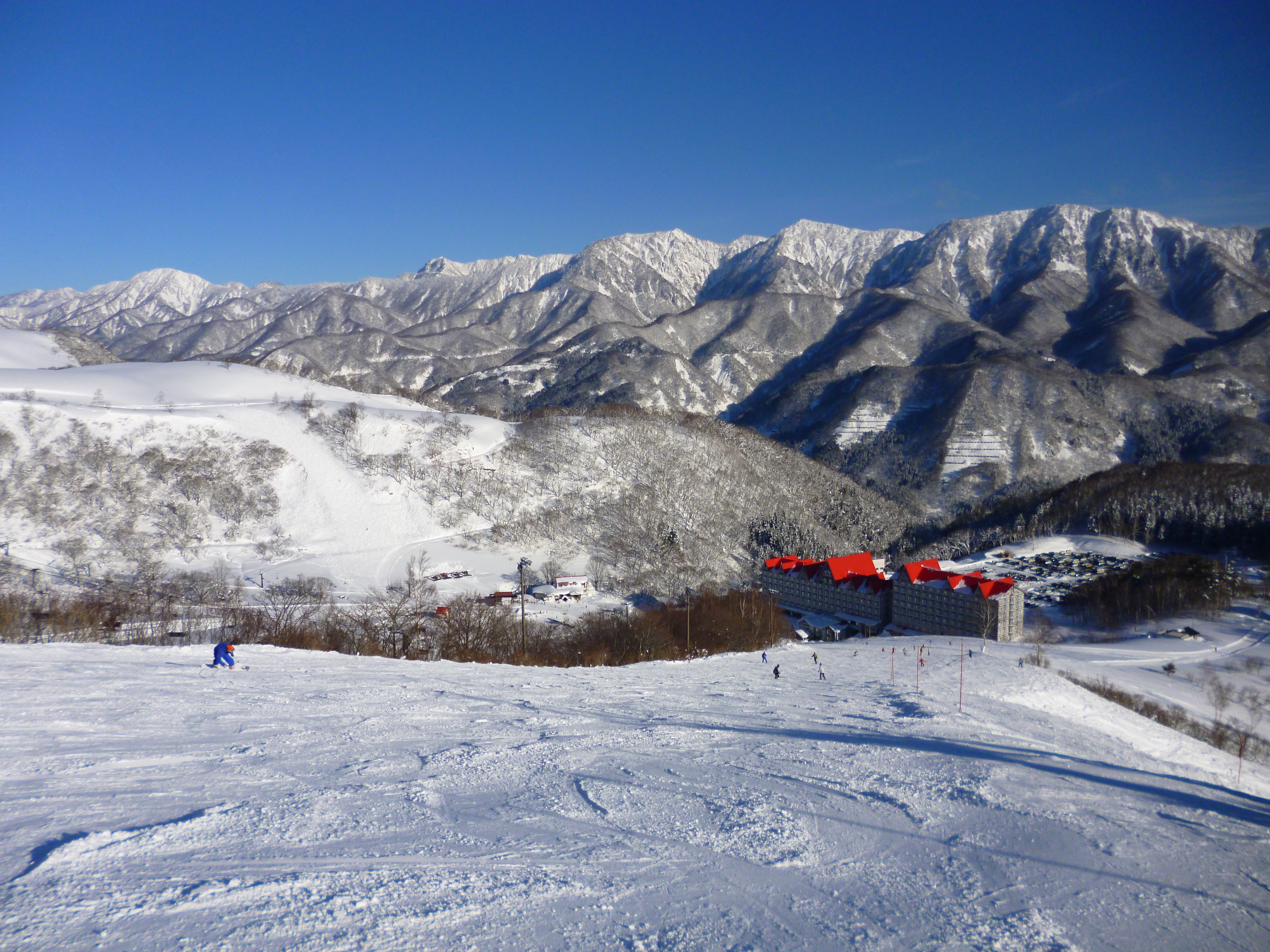
白馬コルチナ国際スキー場

## スキー選手

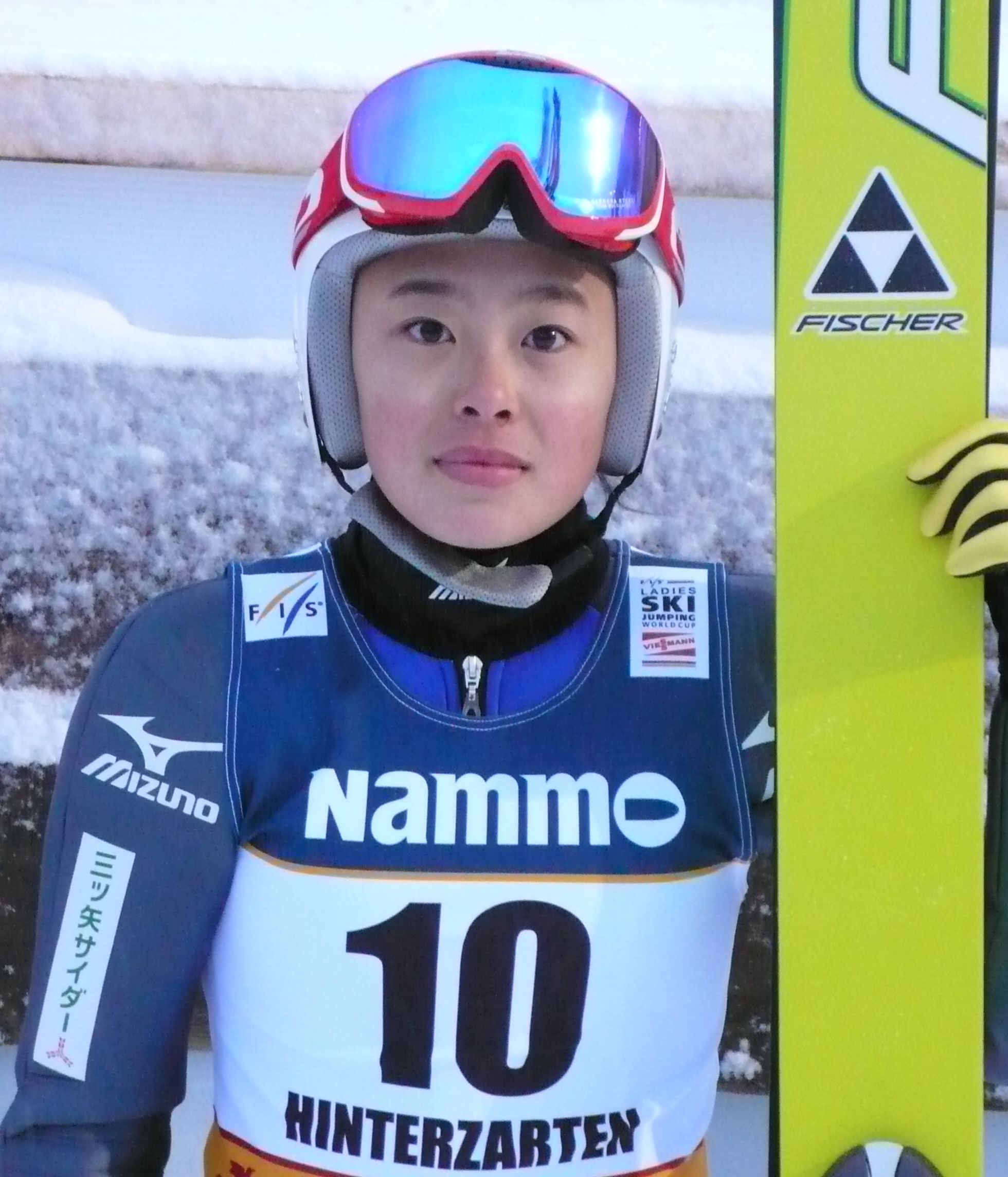
山田優梨菜

- 深沢香 - 1983年全日本スキー選手権大会女子滑降優勝[9]。
- 松沢三千代 - 1983年全日本選手権女子大回転、1984年全日本選手権女子滑降・女子回転優勝[9]。
- 渡辺一樹 - 1986年第41回国民体育大会成年男子一部大回転優勝[9]。
- 山本直鋭 - 1989年全日本選手権ノルディック複合優勝[9]。
- 猪又由美 - クロスカントリースキー選手。1992年アルベールビルオリンピック日本代表[10]。小谷村初のオリンピック選手[2]。
- 井口深雪（小林深雪） - バイアスロン選手。1998年長野パラリンピックで金メダル、2006年トリノパラリンピックで金メダルと銀メダルを獲得[2]。
- 山田優梨菜 - スキージャンプ選手。2014年ソチオリンピック日本代表[10]。小谷村2人目のオリンピック選手[2]。